# Montaure
 Montaure  là một xã thuộc tỉnh Eure trong vùng Normandie miền bắc nước Pháp.